# McLaren M29

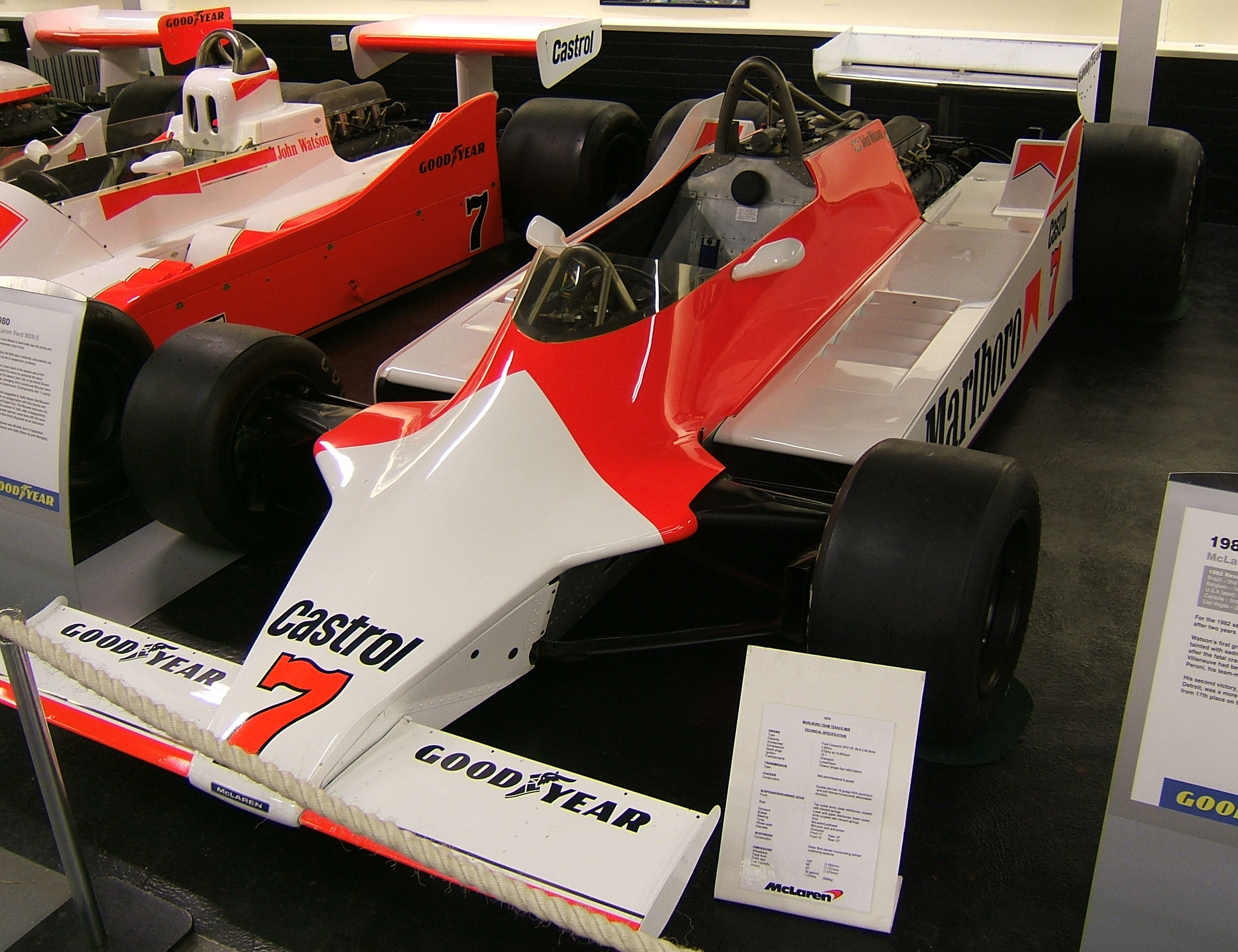
El M29 de John Watson's ahora hospedado en Donington Grand Prix Collection.

El McLaren M29 es un coche de Fórmula 1 realizado por McLaren que corrió durante parte de la Temporada 1979 de Fórmula 1 en reemplazo del McLaren M28 y la Temporada 1980 de Fórmula 1 y las 5 primeras carreras de la temporada 1981. fue conducido por John Watson  en todas las carreras que participó logrando un cuarto puesto en 3 ocasiones. Este fue el último coche de McLaren con la numeración M, ya que después en la misma temporada, el revolucionario McLaren MP4/1 fue preparado para usarlo en el campeonato. Esta numeración todavía esta aún viguente en los coches de McLaren.
Fue diseñado por Gordon Coppuck y corrió con motores Ford.
La versión F fue construida en 1979, pero corrió durante tres carreras en la temporada 1981 de Fórmula 1 por el novato Andrea de Cesaris.